# Volo charter

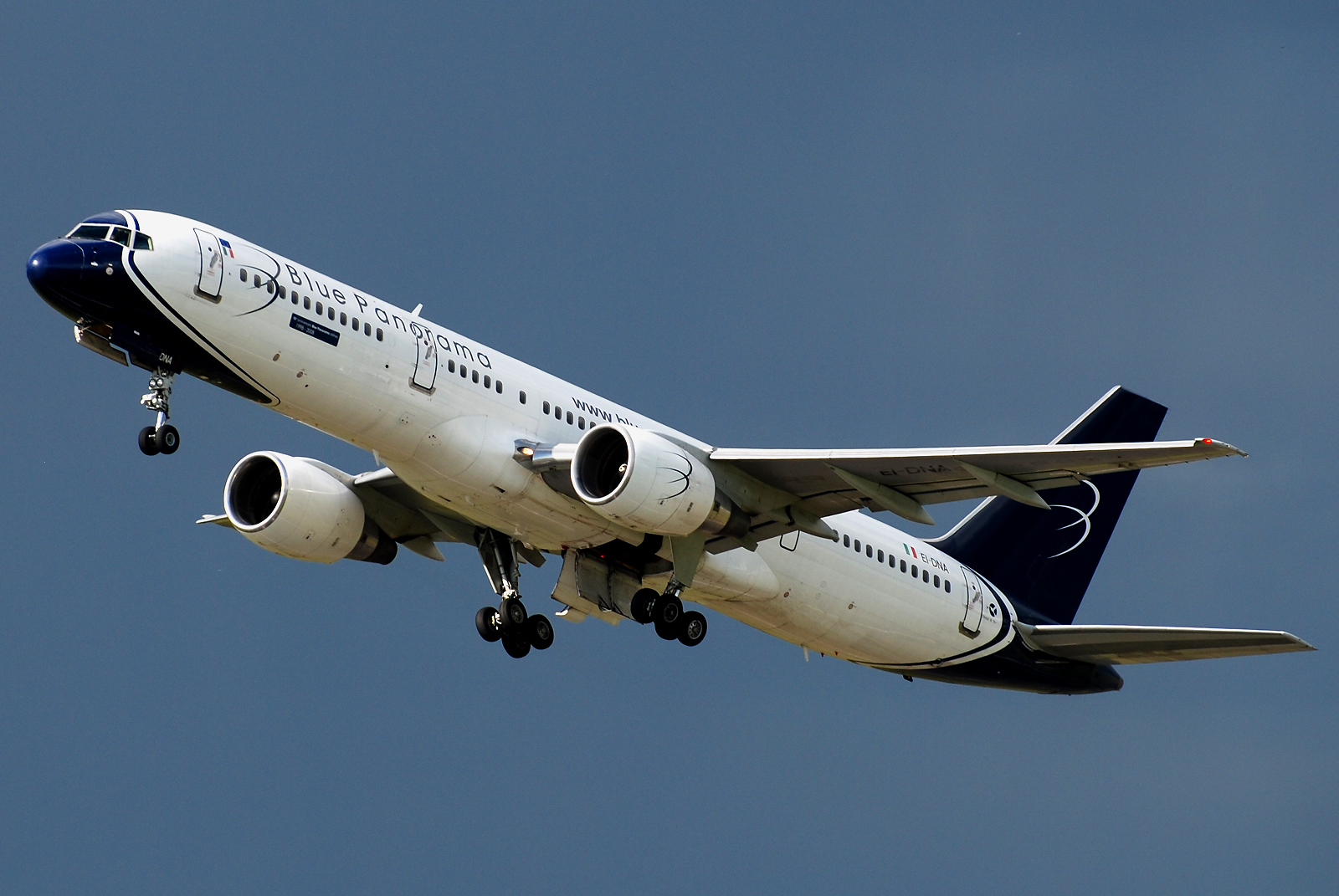
Un Boeing 757 della Blue Panorama decolla dall'aeroporto di Edimburgo per un volo charter (2009)

Un volo charter è un servizio di trasporto aereo, merci o passeggeri, non soggetto a una programmazione oraria sistematica, diversamente da quanto avviene per i voli di linea.
Di solito viene stipulato un contratto di noleggio tra due o più contraenti per sfruttare al massimo la capacità del velivolo. Un volo è definito charter solo se il numero di posti è superiore a 19, altrimenti si parla di servizio aerotaxi.

## Profilo
Nel contesto del turismo di massa i voli charter hanno assunto il significato di voli con il solo ruolo di trasportare i turisti verso le loro destinazioni; spesso i biglietti non vengono venduti direttamente dalle compagnie charter ai passeggeri ma dalle agenzie di viaggio che stipulano il contratto con la compagnia, magari insieme ad altre agenzie. In molti pacchetti di viaggio vengono inclusi il volo, l'alloggio e altri servizi. In passato, i voli charter erano acquistabili solo attraverso tali pacchetti; oggi invece è possibile l'acquisto anche da parte di chi vuole usufruire del solo volo.
Sebbene i voli charter vengano spesso usati nel contesto turistico, a volte può capitare che vengano prenotati da singoli gruppi numerosi, come i dipendenti di una azienda, di una squadra sportiva o a volte da gruppi di militari.
Buona parte del traffico aereo negli aeroporti medio-piccoli della Gran Bretagna è costituita da voli charter, e gli introiti economici di questi aeroporti sono proprio le tasse pagate dalle compagnie charter.
Molte grandi compagnie aeree che offrono i voli di linea hanno inaugurato delle compagnie sussidiarie che operano servizi charter, anche se non sempre si sono dimostrate competitive nei confronti delle compagnie specializzate. Inoltre alcune compagnie aeree merci trasportano alcuni passeggeri charter sui loro aerei. Viceversa, alcune compagnie charter hanno avviato i regolari voli di linea.
I voli charter nascono anche con lo scopo di sfruttare al massimo la capacità del velivolo, anche se spesso gli standard qualitativi non sono gli stessi dei voli di linea.
Le agenzie di viaggio che comprano posti a bordo hanno spesso acquisito una reputazione di instabilità finanziaria: questo perché in alcuni casi i turisti hanno lamentato voli cancellati con scarso preavviso (e a volte perdendo l'intero pacchetto della vacanza senza risarcimento) o non sono potuti tornare indietro a causa del fallimento della compagnia. Per limitare al massimo questi tipi di danno vengono stipulate assicurazioni obbligatorie.
La legislazione internazionale prevede che l'orario operativo dei voli charter possa variare fino a 48 ore prima della partenza prevista.

### Italia
In Italia i viaggiatori sono coperti dalle obbligatorie fidejussioni rilasciate dalle singole agenzie di viaggio nei confronti della provincia in cui operano, nonché da una assicurazione istituita dalla ASTOI (Associazione Tour Operator Italiani).